# Phytocoris atriscutum
Phytocoris atriscutum är en insektsart som beskrevs av Stonedahl 1988. Phytocoris atriscutum ingår i släktet Phytocoris och familjen ängsskinnbaggar. Inga underarter finns listade i Catalogue of Life.